# Kym Anderson
Kym Anderson (* 26. Februar 1950 in Adelaide) ist ein australischer Ökonom. Er ist Professor an der University of Adelaide.

## Leben
Anderson studierte Agrarökonomie an der University of New England (Bachelor, 1971). Einen Master erhielt er 1974 von der University of Adelaide. Danach studierte er ein Jahr im Ph.D.-Programm der University of Chicago und wechselte dann an die Stanford University, wo er 1976 einen M.A. und 1977 einen Ph.D. erhielt. Von 1977 bis 1983 forschte er an der Australian National University. Seit 1984 ist er an der University of Adelaide.

## Arbeit
Anderson forscht zu Außenhandel, Entwicklungs-, Agrar- und Umweltökonomie sowie Weinökonomik. Er hat über 30 Bücher und 300 Artikel in Fachzeitschriften und Kapitel in Fachbüchern veröffentlicht.

## Bücher (jüngere Auswahl)
- Agricultural Price Distortions, Inequality and Poverty (Hrsg. mit J. Cockburn und W. Martin). World Bank, 2010. ISBN 0821381849.
- The Political Economy of Agricultural Price Distortions (Hrsg.). Cambridge University Press, 2010. ISBN 0521763231.
- Distortions to Agricultural Incentives: A Global Perspective, 1955–2007 (Hrsg.). World Bank, 2009. ISBN 0821379739.